# فيليب آيرتس
فيليب آيرتس هو عازف جاز بلجيكي، ولد في 21 يونيو 1964 في بروكسل في بلجيكا.

## وصلات خارجية
- فيليب آيرتس على موقع ميوزك برينز (الإنجليزية)
- فيليب آيرتس على موقع أول ميوزيك (الإنجليزية)
- فيليب آيرتس على موقع ديسكوغز (الإنجليزية)